# Groslay
Groslay – miejscowość i gmina we Francji, w regionie Île-de-France, w departamencie Dolina Oise.
Według danych na rok 1990 gminę zamieszkiwało 5910 osób, a gęstość zaludnienia wynosiła 2003 osób/km² (wśród 1287 gmin regionu Île-de-France Groslay plasuje się na 304. miejscu pod względem liczby ludności, natomiast pod względem powierzchni na miejscu 816.).